# Pierre-Clément Grignon

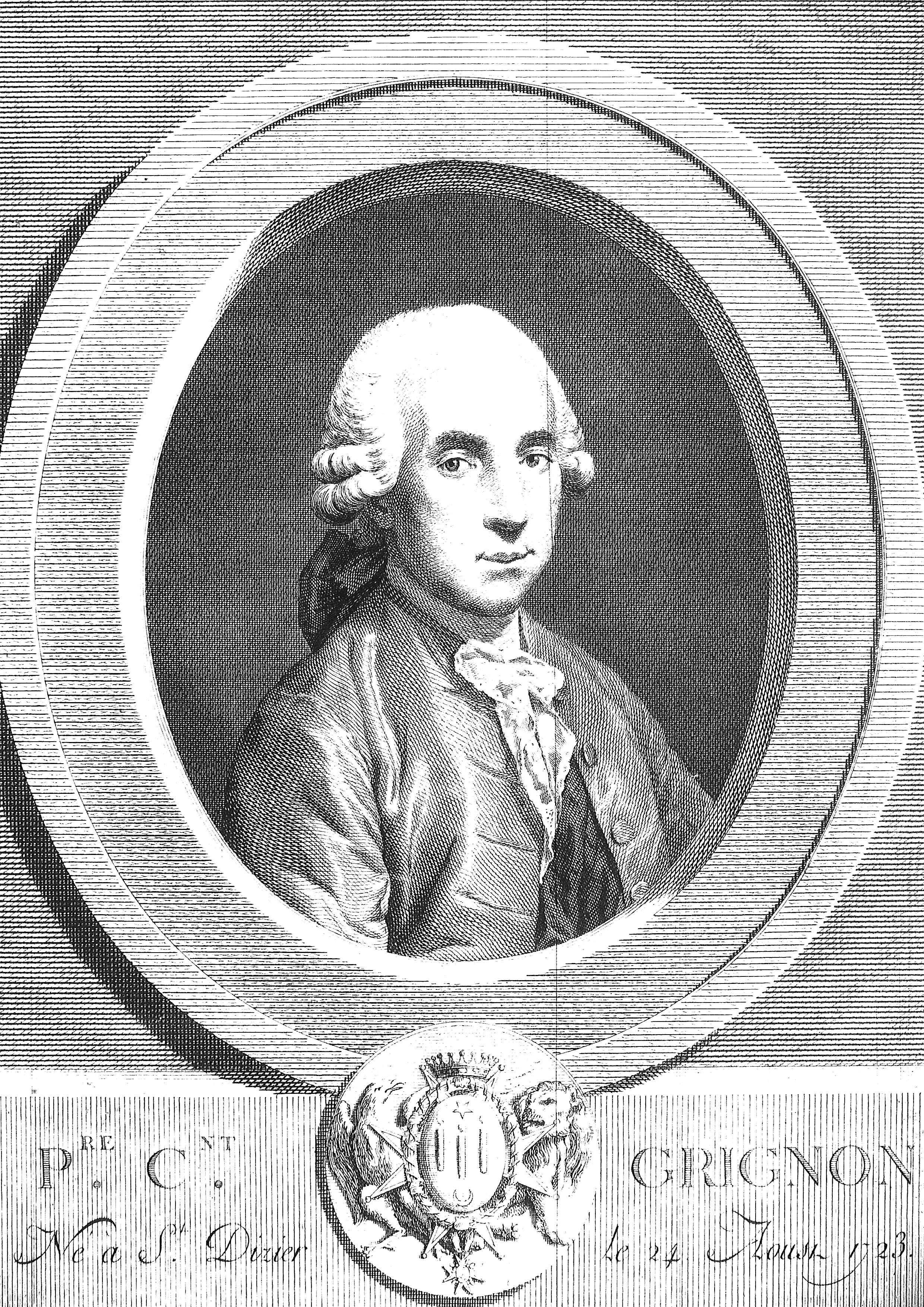
Pierre-Clément Grignon

Pierre-Clément Grignon (* 24. August 1723 in Saint-Dizier; † 2. August 1784 in Bourbonne-les-Bains) war ein französischer Metallurg und Altertumsforscher.

## Leben
Obwohl Pierre-Clément Grignon sich schon in seiner Jugend namentlich für die exakten Wissenschaften interessierte und ein Schüler des Grafen von Caylus war, gelang es ihm erst in reiferen Jahren, die Aufmerksamkeit auf sich zu lenken. Dies war 1770 der Fall, als er sich der von der königlichen Akademie der Bizkaia gestellten Frage „Quel est le meilleur des trois espèces de soufflets employés dans les forges de fer?“ („Welche ist die beste der drei Arten von Blasebälgen, die in den Eisenschmieden verwendet werden?“) unterzog und den ausgesetzten Preis gewann. Seine Abhandlung ist im Recueil der Akademie vom Jahr 1770 (Nr. 3, S. 184–232) abgedruckt. Zum Direktor der Eisenhammerwerke von Bayard ernannt, machte er fortan neue Versuche mit dem zur Speisung seiner Öfen dienenden Material. Die Académie des sciences bezeugte ihm ihre Zufriedenheit mit den ihr vorgelegten Ergebnissen seiner Unternehmungen und ernannte ihn zu ihrem Korrespondenten.
Als Grignon 1772 in der Nähe von Saint-Dizier Ausgrabungen durchführte, entdeckte er Altertumsreste, die damals so viel Aufsehen erregten, dass König Ludwig XV. Grignon beauftragte, seine Forschungen fortzusetzen. Unter dem Titel einer Entschädigung gewährte ihm der König für seine Arbeiten die Summe von 10.000 Francs und verlieh ihm überdies zu seinen Ehren den Sankt-Michaels-Orden. Nun wurde er auch Korrespondent der königlichen Académie des inscriptions et belles-lettres; die Akademien von Dijon und Châlon ernannten ihn zu ihrem wirklichen Mitglied.
In den letzten Lebensjahren litt Grignon an einer hitzigen Krankheit, die aller ärztlichen Hilfe spottete. Schließlich wurde ihm ein Kuraufenthalt in Bourbonne-les-Bains verordnet, aber auch dies war vergeblich, denn Grignon starb in dieser Stadt am 2. August 1784 im Alter von knapp 61 Jahren.

## Veröffentlichungen
- Mémoires sur la nécessité et la facilité de rendre navigable la rivière de Marne depuis Saint-Dizier jusqu’au-dessus de Joinville, Paris 1770
- Bulletins des fouilles faites par ordre du roi, d’une ville romaine sur la petite montagne du Châtelet, en Champagne, 2 Bände, Paris 1774–1775 (die darin beschriebenen Altertümer gingen größtenteils in das Kabinett des Abbé de Tersan über)
- Mémoires de physique sur l’art de fabriquer le fer, d’en fondre et forger des canons d’artillerie, sur l’histoire naturelle, et sur divers sujets particuliers de physique économique, Paris 1775; neue Auflage unter dem Titel L’art de fabriquer le fer, de fondre et de forger des pièces d’artillerie, 1807
- Observations sur les épizootics contagieuses, et particulièrement sur celle qui a régné en Champagne, Paris 1776

Zuletzt beschäftigte Grignon sich mit der Übersetzung von T. Bergmanns Analyse des Eisens aus dem Deutschen, die er mit Anmerkungen und einem Anhang sowie vier Abhandlungen über die Metallurgie 1783 in Paris herausgab.